# Casummit Lake
Casummit Lake är en sjö i Kanada.   Den ligger i Kenora District och provinsen Ontario, i den sydöstra delen av landet, 1 400 km nordväst om huvudstaden Ottawa. Casummit Lake ligger 399 meter över havet. Arean är 4,5 kvadratkilometer. Den sträcker sig 3,0 kilometer i nord-sydlig riktning, och 3,6 kilometer i öst-västlig riktning.
I omgivningarna runt Casummit Lake växer i huvudsak barrskog. Trakten runt Casummit Lake är nära nog obefolkad, med mindre än två invånare per kvadratkilometer.